# アップライト (潜水艦)
|          | |
| 艦歴     | |
| 発注     | |
| 起工     | 1939年11月6日 |
| 進水     | 1940年4月21日 |
| 就役     | 1940年9月3日 |
| 退役     | |
| その後   | 1946年3月にスクラップ                                                                                                   |
| 除籍     | 1946年3月 |
| 性能諸元 | |
| 排水量   | 540 t（基準）、 630 t（満載）、730 t（水中）                                                                            |
| 全長     | 58.22 m |
| 全幅     | 4.90 m |
| 吃水     | 4.62 m |
| 機関     | 2軸ディーゼル・エレクトリック方式 パックスマン・リカルド・ディーゼルエンジン(615 hp・460 kW) 2基 電動機(825 hp・615 kW) |
| 速力     | 11.25 kt (水上）、10 kt (水中）                                                                                         |
| 乗員     | 27-31 名 |
| 兵装     | 3インチ砲 1門 21インチ魚雷発射管 6門 （内装4門、外装式2門） 魚雷 10本                                                   |

アップライト (HMS Upright, N89) はイギリス海軍の潜水艦。U級。

## 艦歴
「アップライト」はバロー・イン・ファーネスのヴィッカース･アームストロング社で1939年11月6日起工。1940年4月21日に進水し、1940年9月3日就役する。
「アップライト」は主に地中海で行動し、イタリア軽巡洋艦「アルマンド・ディアス」、水雷艇「アルバトロス」、商船3隻と曳航中の乾ドックを沈め、輸送船1隻を損傷させた。
第二次世界大戦後の1945年12月19日に売却され、1946年3月にスクラップとなった。